# Musei della Campania
Questa lista è suscettibile di variazioni e potrebbe essere incompleta o non aggiornata.

Elenco in ordine alfabetico per province dei musei della regione Campania:

In evidenza i comuni con almeno tre musei segnalati.

## Città metropolitana di Napoli

### Napoli
- Cappella Sansevero
- Centro musei delle scienze naturali
  - Museo di antropologia (Federico II)
  - Museo di fisica (Federico II)
  - Museo di mineralogia (Federico II)
  - Museo di paleontologia (Federico II)
  - Museo di zoologia (Federico II)
- Città della scienza
- Museo nazionale di Capodimonte
- Museo archeologico nazionale
- Museo artistico industriale Filippo Palizzi
- Museo civico di Castel Nuovo
- Museo civico Gaetano Filangieri
- Museo d'arte contemporanea Donnaregina
- Museo d'arte della fondazione Pagliara
- Museo d'arte religiosa contemporanea
- Museo del conservatorio di San Pietro a Majella
- Museo del corallo
- Museo del giocattolo di Napoli
- Museo del tesoro di San Gennaro
- Museo del tessile e dell'abbigliamento "Elena Aldobrandini"
- Museo dell'attore napoletano
- Museo dell'Opera di San Lorenzo Maggiore
- Museo dell'Opera di Santa Chiara
- Museo dell'Opera Pia Purgatorio ad Arco
- Museo della guerra (Napoli sotterranea)
- Museo di anatomia umana (Università Vanvitelli)
- Museo di anatomia veterinaria (Federico II)
- Museo di paleobotanica ed etnobotanica del Real orto botanico di Napoli
- Museo di Totò
- Museo Diego Aragona Pignatelli Cortés
- Museo diocesano
- Museo Giuseppe Caravita principe di Sirignano
- Museo MEMUS del real teatro di San Carlo
- Museo Napoli Novecento 1910-1980
- Museo navale (Parthenope)
- Museo nazionale della ceramica Duca di Martina
- Museo nazionale di San Martino
- Museo nazionale ferroviario di Pietrarsa
- Museo dell'osservatorio astronomico di Capodimonte
- Palazzo delle Arti di Napoli
- Palazzo Reale di Napoli
- Palazzo Zevallos
- Pio Monte della Misericordia
- Quadreria dei Girolamini
- Stazione Neapolis
- Stazione zoologica Anton Dohrn
- Stazioni dell'arte

### Nola
- Museo archeologico dell'antica Nola
- Museo diocesano e lapidario
- Museo etnomusicale "I Gigli di Nola"

### Torre Annunziata
- Museo dell'energia solare
- Museo dell'Identità (chiuso)
- Museo delle Armi

### Altri
- Museo della maschera, del folklore e della civiltà contadina, Acerra
- Museo diocesano, Acerra
- Museo-villa San Michele di Axel Munthe, Anacapri
- Museo archeologico dei Campi Flegrei, Baia
- Antiquarium di Boscoreale, Boscoreale
- Museo Diefenbach, Capri
- Museo Ignazio Cerio, Capri
- Museo civico di Casamicciola Terme, Casamicciola Terme
- Museo dell'osservatorio geofisico di Casamicciola, Casamicciola Terme
- CAM Casoria Contemporary Art Museum, Casoria
- Antiquarium stabiano, Castellammare di Stabia
- Museo diocesano sorrentino-stabiese, Castellammare di Stabia
- Antiquarium di Cimitile, Cimitile
- Museo archeologico virtuale, Ercolano
- Museo vulcanologico dell'Osservatorio Vesuviano, Ercolano
- Museo-giardino di Lady Walton, Forio d'Ischia
- Museo del Mare, Ischia
- Museo delle armi, armature e strumenti di tortura, Ischia Ponte
- Museo archeologico di Pithecusae, Lacco Ameno
- Museo e scavi archeologici di Santa Restituta, Lacco Ameno
- Museo archeologico territoriale della penisola sorrentina Georges Vallet, Piano di Sorrento
- Museo del pontificio santuario della Madonna del Rosario, Pompei
- Museo vesuviano "G. B. Alfano, Pompei
- Museo dell'Istituto di entomologia e zoologia agraria, Portici
- Museo nazionale ferroviario di Pietrarsa, Portici
- Museo della civiltà contadina Michele Russo, Somma Vesuviana
- Museo Correale di Terranova, Sorrento
- Museo della tarsia lignea, Sorrento
- Museo del corallo di Torre del Greco, Torre del Greco
- Antiquarium Silio Italico, Vico Equense
- Museo mineralogico campano, Vico Equense

## Provincia di Avellino

### Avellino
- Museo irpino
- Museo civico di Villa Amendola
- Galleria nazionale dei Selachoidei (chiuso)

### Ariano Irpino
- Museo archeologico
- Museo della civiltà normanna
- Museo civico e della ceramica
- Museo degli argenti
- Museo diocesano
- Museo Giuseppina Arcucci
- Biogeo, museo di storia della vita e della Terra

### Atripalda
- Museo della dogana
- Museo d’Impresa Mastroberardino Atripalda
- Museo autofunebri

### Calitri
- Museo della ceramica
- Museo dell’Istituto statale d'arte
- Museo etnografico
- Mostra di oggetti sacri nella cripta della chiesa dell'Immacolata concezione
- Museo delle scienze interattive

### Caposele
- Museo Gerardino
- Museo delle acque
- Museo delle macchine di Leonardo

### Greci
- Museo vedovato
- PLEAG Palazzo Lusi Esposizione Archeologica Greci
- Mnemoteca

### Mercogliano
- Antiquarium di Mercogliano
- MAM Museo abbaziale di Montevergine
- Museo dei ricordi
- M.I.R.A Museo irpino delle radici aumentate

### Mirabella Eclano
- Museo di Arte Sacra
- Museo civico archeologico "Antica Aeclanum"
- Museo civico del Carro di paglia
- Museo dei Misteri di cartapesta

### Altri
- Museo civico della gente senza storia, Altavilla Irpina
- Casa museo "Sant'Alberico Crescitelli", Altavilla Irpina
- Museo della civiltà contadina e artigiana, Andretta
- Museo etnografico "Beniamino Tartaglia", Aquilonia
- Museo delle città itineranti, Aquilonia
- M.I.A. Museo Immersivo Archeologico, Avella
- Antiquarium Archeologico, Avella
- Museo Laceno Natura e Storia, Bagnoli irpino
- Pinacoteca civica "Michele Lenzi", Bagnoli irpino
- Museo archeologico, Bisaccia
- Museo della civiltà contadina, delle arti e dei mestieri, Bonito
- Museo dei castelli, Casalbore
- Museo archeologico, Carife
- Museo del Carnevale, Castelvetere sul Calore
- Museo della pietra, della paglia e del presepe, Fontanarosa
- Museo dei paramenti sacri e attrezzi artigianali di Forino, Forino
- Museo archeologico, Frigento
- Civica Raccolta d’Arte Pina Famiglietti, Frigento
- Antiquarium Filippo Buonopane, Grottaminarda
- Museo delle Tecnologie, della Cultura e della Civiltà Contadina dell'Alta Irpinia, Guardia Lombardi
- Museo diocesano San Gerardo, Lacedonia
- M.A.V.I. Museo Antropologico Visivo, Lacedonia
- Museo "Umberto Nobile", Lauro
- Museo civico naif, Lauro
- Museo etnografico, antropologico e del territorio di Lioni, Lioni
- Museo del flauto traverso, Manocalzati
- Museo della religiosità Montecalvese e della Memoria Pompiliana, Montecalvo Irpino
- Casa museo di Montaguto, Montaguto
- Museo del Risorgimento "Lo Spielberg d'Irpinia", Montefusco
- Museo dell'Opera di San Francesco a Folloni, Montella
- MUCAM Eco-museo della Castagna di Montella, Montella
- Museo dei Parati Sacri, Montemarano
- Museo Etnomusicale “Celestino Coscia e Antonio Bocchino”, Montemarano
- Museo Comunale di Montemiletto, Montemiletto
- Museo M.I.G.R.A. Museo Interattivo del Grano, Monteverde
- Museo delle Attività Contadine ed Artigianali di Montoro Inferiore, Montoro
- Museo civico antiquarium, Morra De Sanctis
- Museo di Memorie Desanctisiane, Morra De Sanctis
- Museo diocesano d'arte sacra di Sant'Angelo dei Lombardi-Conza-Nusco-Bisaccia, Nusco
- Museo Sala del tesoro della cattedrale, Nusco
- Museo della Civiltà contadina, Paternopoli
- Museo della Beata Teresa Manganiello, Pietradefusi
- Museo delle feste, Quadrelle
- Museo di arte sacra, Quindici
- Museo civico Don Nicola Gambino, Rocca San Felice
- Pinacoteca comunale di arte contemporanea, San Martino Valle Caudina
- Museo del lavoro, San Potito Ultra
- Casa museo San Giuseppe Moscati, Santa Lucia di Serino
- Museo dell'Opera dell'Area Castello, Sant'Angelo dei Lombardi
- Museo dell'emigrazione, Sant'Angelo dei Lombardi
- Museo civico del complesso castellare, Summonte
- Museo archeologico di Taurasi, Taurasi
- Museo d’Arte Contemporanea - Pinacoteca di Teora, Teora
- Museo civico Torella Parva Turris, Torella dei Lombardi
- Cripta Museo, Trevico
- Museo Rachelina Ambrosini, Venticano
- Museo civico Paolino Macchia, Villamaina
- Museo comunale di Villanova del Battista, Villanova del Battista
- Museo Etnografico della Piana del Dragone, Volturara Irpina

## Provincia di Benevento

### Benevento
- Geobiolab
- Museo dei Cappuccini
- Museo del Sannio
- Museo delle Grazie
- Museo d'arte contemporanea Sannio
- Museo diocesano di Benevento
- Museo egizio di Benevento
- Museo longobardo
- Pinacoteca comunale
- Rocca dei Rettori

### Apice
- Museo civico
- Museo del Borgo Antico
- Museo di Federico II

### Altri
- Museo civico, Airola
- Museo di paleontologia Mare Nostrum, Baselice
- Pinacoteca comunale, Baselice
- Museo civico, Calvi
- Museo civico di arte sacra,.Cerreto Sannita
- Museo civico e della ceramica cerretese, Cerreto Sannita
- Museo Civico del Territorio, Cusano Mutri
- Museo del Grano e della Paglia, Foglianise
- Museo delle arti e delle tradizioni popolari, Fragneto Monforte
- Museo delle farfalle, Guardia Sanframondi
- Museo de "I Senza Storia", Guardia Sanframondi
- Museo della civiltà contadina nell'area del Fortore, Montefalcone di Val Fortore
- Museo archeologico nazionale del Sannio Caudino, Montesarchio
- Museo della Valle Caudina, Montesarchio
- Museo civico Enrico Sannia, Morcone
- Museo civico, Pesco Sannita
- Paleolab, Pietraroja
- Museo di Padre Pio da Pietrelcina, Pietrelcina
- Museo diocesano di Sant'Agata de' Goti, Sant'Agata de' Goti
- Pinacoteca comunale, San Bartolomeo in Galdo
- Museo civico, San Giorgio del Sannio
- Dino Park, San Lorenzello
- Museo delle ceramiche, San Lorenzello
- Museo degli orologi di San Marco dei Cavoti, San Marco dei Cavoti
- Museo enogastronomico, Solopaca
- Museo delle Terme, Telese Terme
- Museo Enologico di Arte Contemporanea, Torrecuso

## Provincia di Caserta

### Aversa
- Museo diocesano
- Civico museo di storia militare (Aversa)
- Museo-Raccolta di San Francesco (Aversa)

### Maddaloni
- Museo archeologico nazionale di Calatia
- Museo civico di Maddaloni
- Museo degli antichi mestieri e della civiltà contadina

### Santa Maria Capua Vetere
- Museo archeologico dell'antica Capua
- Museo delle carrozze
- Museo civico garibaldino e risorgimentale
- Museo dei gladiatori - Anfiteatro Campano

### Altri
- Museo archeologico dell'Antica Allifae, Alife
- Museo diocesano "S. Alfonso M. de Liguori", Arienzo[1]
- Museo Kere della civiltà contadina e delle tradizioni popolari, Caiazzo
- MUVICA - Museo Virtuale di Cales, Calvi Risorta
- Casa-Museo del pittore Domenico Mondo, Capodrise
- Museo provinciale Campano, Capua
- Museo diocesano di Capua, Capua
- Museo "Luca Menna", Carinola
- MIACE – Museo Internazionale di Arte Contemporanea dell'Euromediterraneo, Castel Volturno
- Museo "Natura Viva", Galluccio
- Museo civico archeologico Biagio Greco, Mondragone
- Museo del cane - Foof, Mondragone
- Museo della fragola, Parete
- PAM - Parete Art Museum, Parete
- Museo civico Raffaele Marrocco, Piedimonte Matese
- Museo della civiltà contadina e artigiana, Pignataro Maggiore
- Museo delle arti antiche, San Felice a Cancello
- Museo della civiltà contadina, San Nicola la Strada
- Parco della Memoria storica, San Pietro Infine
- Museo civico di Sant'Arpino, Sant'Arpino
- Museo civico di Sessa Aurunca, Sessa Aurunca
- Museo archeologico dell'Agro Atellano, Succivo
- Museo archeologico di Teanum Sidicinum, Teano

## Provincia di Salerno

### Salerno
- Museo diocesano
- Museo archeologico provinciale
- Pinacoteca provinciale
- Museo della ceramica Alfonso Tafuri
- Museo delle ceramiche del castello
- Museo città creativa
- Museo Roberto Papi
- Archivio dell'architettura contemporanea
- Museo dello sbarco e Salerno Capitale
- Museo virtuale della scuola medica salernitana

### Amalfi
- Museo civico di Amalfi
- Museo degli antichi mestieri e dell'arte contadina
- Museo diocesano
- Museo della Carta
- Museo della bussola e del Ducato marinaro di Amalfi[2]

### Cava de’ Tirreni
- Abbazia territoriale della Santissima Trinità di Cava de' Tirreni

### Nocera Inferiore
- Museo archeologico dell'Agro Nocerino
- Pinacoteca del Convento di Sant'Antonio
- Museo diocesano "San Prisco"
- Museo didattico della fotografia

### Nocera Superiore
- Museo delle arti applicate di Villa de Ruggiero
- Antiquarium del Battistero paleocristiano di Santa Maria Maggiore

### Positano
- Museo Archeologico Romano Santa Maria Assunta[3]

### Sarno
- Museo archeologico nazionale della Valle del Sarno
- Museo didattico della fotografia

### Teggiano
- Museo diocesano di Teggiano
- Museo delle erbe
- Museo degli usi e delle tradizioni

### Altri
- Antiquarium, Agropoli
- Antiquarium, Atena Lucana
- Museo archeologico nazionale di Volcei, Buccino
- Museo di attrezzi ed utensili contadini, Camerota
- Museo Virtuale del Paleolitico, Marina di Camerota
- Itinerario della memoria e della pace, Campagna
- Museo della confraternita dei cinturati di Santa Maria del Soccorso, Campagna
- Museo archeologico nazionale di Paestum, Capaccio
- Museo narrante del santuario di Hera Argiva alla foce del Sele, Capaccio
- Antiquarium, Castellabate
- Antiquarium di Palinuro, Centola
- Museo naturalistico degli Alburni, Corleto Monforte
- Museo archeologico della media valle del Sele, Eboli
- Museum of operation Avalanche, Eboli
- Museo paleontologico del Parco nazionale del Cilento e Vallo di Diano, Magliano Vetere
- Museo etnografico della cultura contadina, Morigerati
- Museo archeologico lucano dell'alta valle del Sele, Oliveto Citra
- Museo vivo del mare, Pollica
- Museo archeologico nazionale dell'agro picentino, Pontecagnano Faiano
- Museo del corallo, Ravello
- Antiquarium, Roccagloriosa
- Museo della Civiltà Contadina di Roscigno Vecchia, Roscigno
- Museo laboratorio archeologico degli scavi di Monte Pruno, Roscigno
- Museo parrocchiale di San Mauro, San Mauro Cilento
- Museo Eleousa, San Mauro Cilento
- Museo della civiltà contadina, Serre
- Museo diocesano di Vallo della Lucania, Vallo della Lucania
- Museo provinciale della ceramica, Vietri sul Mare